# Martin Schmitt
Martin Schmitt (n. 19 ianuarie 1978, Villingen-Schwenningen, Republica Federală Germania) este unul din cei mai de succes săritori cu schiurile germani, din toate timpurile. El și-a început activitatea la clubul de schi Furtwangen. Succesele sale și cele ale lui Sven Hannawald au făcut din săriturile cu schiuri, unul dintre cele mai populare sporturi din Germania.

## Succese
Martin Schmitt s-a aflat din 1998 până în 2001 în fruntea clasamentului mondial. A înregistrat 28 de victorii de etapă, câștigând de două ori cupa mondială, în sezoanele (1998/1999, 1999/2000). La campionatul mondial de schi nordic, Martin a câștigat opt medalii (dintre care patru titluri de campion), iar la Jocurile Olimpice de iarnă a obținut o medalie de aur și una de argint, ambele în concursul pe echipe. La campionatul mondial de zbor cu schiurile a câștigat o medalie de argint.

## Traiectorie
Primele mari succese le-a obținut încă de când era elev la Internatul de Schi din Furtwangen, obținând medalia de bronz cu echipa Germaniei la campionatul mondial de schi nordic din 1997 desfășurat la Trondheim, în Norvegia. În sezonul următor, Schmitt a câștigat la Jocurile Olimpice de la Nagano argintul cu echipa.
În sezonul 1998/99 Schmitt a câștigat pentru prima oară Cupa Mondială și a învins la Campionatul mondial de schi nordic, din 1999 de la Ramsau pe trambulina mare, atât la individual cât și în concursul pe echipe. El și-a apărat titlul mondial și în sezonul următor. Datorită acestui succes tangenta sudică a orașului Furtwangen din Schwarzwald a primit numele Martin-Schmitt-Straße (str. Martin Schmitt).
În sezonul 2000/01, deși a înregistrat din nou rezultate foarte bune a fost întrecut de polonezul Adam Małysz. La Campionatul mondial de schi nordic din 2001 de la Lahti a luat iarăși locul întâi la individual și cu echipa, pe trambulina mare. În același concurs a mai câștigat medalia de argint la individual și cea de bronz pe echipe, pe trambulina normală. Astfel Martin Schmitt este singurul săritor cu schiurile care a câștigat patru medalii la aceași ediție a campionatului mondial.
După sezonul 2000/01, din cauza unor accidentări, Martin nu a mai atins forma care l-a consacrat. În sezonul 2001/02 a câștigat totuși medalia de aur pe echipe la Jocurile Olimpice de la Salt Lake City, și medalia de argint la Campionatul Mondial de zbor cu schiurile de la Harrachov, Cehia. Ultima victorie într-o etapă de Cupă Mondială a înregistrat-o pe 1 martie 2002 la Lahti.
După mai multe insuccese în sezonul 2004/2005, s-a retras mai multe săptămâni din Cupa Mondială, pentru a se pregăti pentru Campionatul mondial de schi nordic din 2005 de la Oberstdorf, unde a câștigat medalia de argint cu echipa pe trambulina normală. În anul 2006 Schmitt a participat pentru a treia oară la Jocurile Olimpice, fără a avea însă vreun rezultat notabil. În sezonul 2006/07 a început să revină la forma sa de odinioară. La etapa de Cupă Mondială desfășurată în Germania, la Titisee-Neustadt a căzut la aterizare, suferind o comoție cerebrală și rănindu-se la maxilar. Martin a luat o pauză în Cupa Mondială, însă a revenit la Campionatul mondial de schi nordic de la Sapporo din 2007. Pe 11 martie 2007 a surprins, ocupând locul trei la Turneul Nordic de la Lahti.
Fratele lui Martin Schmitt este fostul schior Thorsten Schmitt, care a concurat în cadrul Combinatei Nordice.

## Palmares

### Jocurile Olimpice
- Argint cu echipa, Nagano - 1998, pe trambulina mare
- Aur cu echipa, Salt Lake City - 2002, pe trambulina mare
- Argint cu echipa, Vancouver - 2010, pe trambulina mare

### Campionatul mondial de schi nordic
- Aur la individual, Ramsau - 1999, pe trambulina mare
- Aur cu echipa, Ramsau - 1999
- Aur la individual, Lahti - 2001, pe trambulina mare
- Aur cu echipa, Lahti - 2001, pe trambulina mare
- Argint la individual, Lahti - 2001, pe trambulina normală
- Argint cu echipa, Oberstdorf - 2005, pe trambulina normală
- Bronz cu echipa, Trondheim - 1997
- Bronz cu echipa, Lahti - 2001, pe trambulina normală

### Campionatul mondial de zbor cu schiurile
- Argint la individual, Harrachov - 2002
- Bronz cu echipa, Bad Mitterndorf - 2006

### Cupa mondială

#### Clasări la final de sezon
- sezon 1996/1997: 54.
- sezon 1997/1998: 27.
- sezon 1998/1999: 1.
- sezon 1999/2000: 1.
- sezon 2000/2001: 2.
- sezon 2001/2002: 5.
- sezon 2002/2003: 23.
- sezon 2003/2004: 20.
- sezon 2004/2005: 37.
- sezon 2005/2006: 39.
- sezon 2006/2007: 17.
- sezon 2007/2008: 19.
- sezon 2008/2009: 6.
- sezon 2009/2010: 29.

#### Clasări pe podium
1. Norvegia Lillehammer   –  28 noiembrie 1998 - (locul 1)
2. Norvegia Lillehammer   –  29 noiembrie 1998 - (locul 1)
3. Franța Chamonix   –  5 decembrie 1998 - (locul 1)
4. Franța Chamonix   –  6 decembrie 1998 - (locul 3)
5. Italia Predazzo/Val di Fiemme   –  6 decembrie 1998 - (locul 1)
6. Germania Oberhof   –  12 decembrie 1998 - (locul 2)
7. Germania Oberstdorf   –  30 decembrie 1998 - (locul 1)
8. Germania Garmisch-Partenkirchen   –  1 ianuarie 1999 - (locul 1)
9. Elveția Engelberg   –  9 ianuarie 1999 - (locul 3)
10. Japonia Sapporo   –  23 ianuarie 1999 - (locul 1)
11. Japonia Sapporo   –  24 ianuarie 1999 - (locul 2)
12. Germania Willingen   –  29 ianuarie 1999 - (locul 2)
13. Finlanda Kuopio   –  4 martie 1999 - (locul 1)
14. Suedia Falun   –  11 martie 1999 - (locul 1)
15. Norvegia Oslo   –  14 martie 1999 - (locul 2)
16. Slovenia  Planica   –  19 martie 1999 - (locul 1)
17. Slovenia  Planica   –  20 martie 1999 - (locul 2)
18. Slovenia  Planica   –  21 martie 1999 - (locul 3)
19. Finlanda Kuopio   –  27 noiembrie 1999 - (locul 1)
20. Italia Val di Fiemme   –  4 decembrie 1999 - (locul 2)
21. Austria Villach   –  12 decembrie 1999 - (locul 2)
22. Polonia Zakopane   –  18 decembrie 1999 - (locul 1)
23. Polonia Zakopane   –  19 decembrie 1999 - (locul 1)
24. Germania Oberstdorf   –  29 decembrie 1999 - (locul 1)
25. Austria Innsbruck   –  3 ianuarie 2000 - (locul 1)
26. Austria Bischofshofen   –  6 ianuarie 2000 - (locul 3)
27. Elveția Engelberg   –  8 ianuarie 2000 - (locul 1)
28. Elveția Engelberg   –  9 ianuarie 2000 - (locul 1)
29. Japonia Sapporo   –  22 ianuarie 2000 - (locul 1)
30. Japonia Sapporo   –  23 ianuarie 2000 - (locul 1)
31. Germania Willingen   –  5 februarie 2000 - (locul 3)
32. Germania Willingen   –  6 februarie 2000 - (locul 2)
33. Statele Unite ale Americii Iron Mountain   –  26 februarie 2000 - (locul 1)
34. Statele Unite ale Americii Iron Mountain   –  27 februarie 2000 - (locul 1)
35. Finlanda Lahti   –  5 martie 2000 - (locul 1)
36. Finlanda Kuopio   –  24 noiembrie 2000 - (locul 1)
37. Finlanda Kuopio   –  3 decembrie 2000 - (locul 1)
38. Germania Oberstdorf   –  29 decembrie 2000 - (locul 1)
39. Cehia Harrachov   –  13 ianuarie 2001 - (locul 2)
40. Cehia Harrachov   –  14 ianuarie 2001 - (locul 3)
41. Japonia Hakuba   –  24 ianuarie 2001 - (locul 1)
42. Germania Oberstdorf   –  4 martie 2001 - (locul 1)
43. Suedia Falun   –  7 martie 2001 - (locul 2)
44. Norvegia Oslo   –  11 martie 2001 - (locul 3)
45. Slovenia  Planica   –  18 martie 2001 - (locul 1)
46. Finlanda Kuopio   –  23 noiembrie 2001 - (locul 2)
47. Germania Titisee-Neustadt   –  1 decembrie 2001 - (locul 2)
48. Finlanda Lahti   –  1 martie 2002 - (locul 1)
49. Suedia Falun   –  13 martie 2002 - (locul 2)
50. Finlanda Lahti   –  11 martie 2007 - (locul 3)